# 热尔 (芒什省)
热尔（法語：Ger，法語發音：[ʒɛʁ]）是法国芒什省的一个市镇，属于阿夫朗什区。

## 地理
热尔（48°40'54"N, 0°47'19"W）面积39.78 平方千米，位于法国诺曼底大区芒什省，该省份为法国西北部沿海省份，西、北、东北三面环大西洋，东起顺时针与卡爾瓦多斯省、奧恩省、马耶讷省和伊勒-维莱讷省接壤。
与热尔接壤的市镇（或旧市镇、城区）包括：勒弗雷讷波雷、巴朗通、圣克莱芒-朗库德赖、圣乔治德鲁埃莱、隆莱拉拜、苏尔德瓦勒、坦什布赖博卡日。

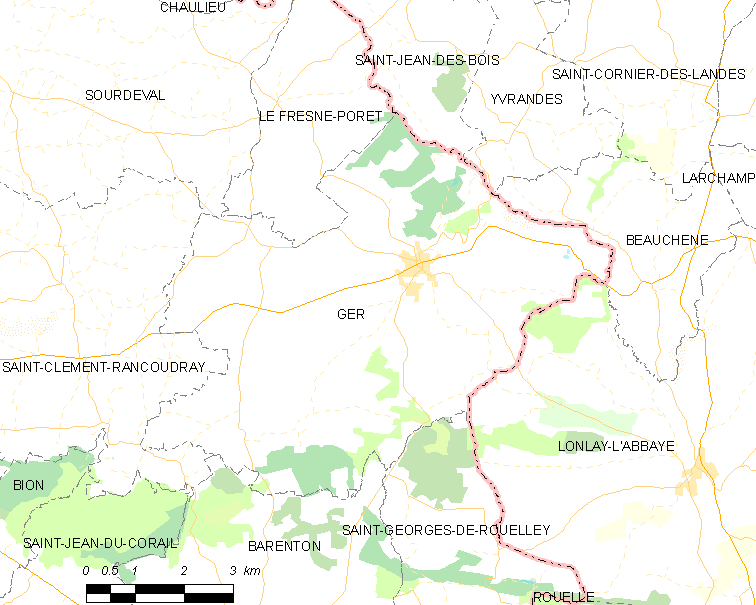
的OSM定位图

热尔的时区为UTC+01:00、UTC+02:00（夏令时）。

## 行政
热尔的邮政编码为50850，INSEE市镇编码为50200。

## 政治
热尔所属的省级选区为勒莫尔泰奈县。

## 人口

1962-2008年间人口变化图示

热尔于2022年1月1日时的人口数量为818人。